# Elfstedenronde 2021
La 38.ª edición de la clásica ciclista Elfstedenronde fue una carrera en Bélgica que se celebró el 6 de junio de 2021 con inicio en la ciudad de Hasselt y final en la ciudad de Brujas sobre un recorrido de 193,10 kilómetros.
La carrera formó parte del UCI Europe Tour 2021, calendario ciclístico de los Circuitos Continentales UCI, dentro de la categoría 1.1 y fue ganada por el belga Tim Merlier del Alpecin-Fenix. Completaron el podio, como segundo y tercer clasificado respectivamente, el británico Mark Cavendish del Deceuninck-Quick Step y el también belga Sasha Weemaes del Sport Vlaanderen-Baloise.

## Equipos participantes
Tomaron parte en la carrera 23 equipos: 6 de categoría UCI WorldTeam, 7 de categoría UCI ProTeam, 9 de categoría Continental y un equipo local de ciclocrós. Formaron así un pelotón de 156 ciclistas de los que acabaron 122. Los equipos participantes fueron:
| WorldTeams (6)- Bora-Hansgrohe - Deceuninck-Quick Step - Intermarché-Wanty-Gobert Matériaux - Jumbo-Visma - Lotto Soudal - Team DSM ProTeams (7)- Alpecin-Fenix - B&B Hotels p/b KTM - Bingoal Pauwels Sauces WB - Arkéa-Samsic - Sport Vlaanderen-Baloise - Team Novo Nordisk - Total Direct Énergie Equipos continentales (10)- Baloise-Trek Lions - Tarteletto-Isorex - À Bloc CT - BEAT Cycling - Black Spoke - EvoPro Racing - Metec-Solarwatt p/b Mantel - Riwal - Xelliss-Roubaix Lille Métropole - XSpeed United |
| |

## Clasificación final
- Las clasificaciones finalizaron de la siguiente forma:[4]

| \| Clasificación general \| Clasificación general \| Clasificación general \| Clasificación general \| Clasificación general \| \| Ciclista \| Ciclista \| Equipo \| Tiempo \| \| \| --------------------- \| --------------------- \| ---------------------------------- \| --------------------- \| --------------------- \| \| 1.º \| Tim Merlier \| Alpecin-Fenix \| 4 h 16 min 30 s \| \| \| 2.º \| Mark Cavendish \| Deceuninck-Quick Step \| + 0 s \| \| \| 3.º \| Sasha Weemaes \| Sport Vlaanderen-Baloise \| + 0 s \| \| \| 4.º \| Pascal Ackermann \| Bora-Hansgrohe \| + 0 s \| \| \| 5.º \| Michael Mørkøv \| Deceuninck-Quick Step \| + 0 s \| \| \| 6.º \| Danny van Poppel \| Intermarché-Wanty-Gobert Matériaux \| + 0 s \| \| \| 7.º \| Daniel McLay \| Arkéa-Samsic \| + 0 s \| \| \| 8.º \| Luca Mozzato \| B&B Hotels p/b KTM \| + 0 s \| \| \| 9.º \| Jordi Warlop \| Sport Vlaanderen-Baloise \| + 0 s \| \| \| 10.º \| Dylan Groenewegen \| Jumbo-Visma \| + 0 s \| \| |                   |                                    |                 |
| |                   |                                    |                 |
| Fuente: ProCyclingStats |                   |                                    |                 |
| Clasificación general |                   |                                    |                 |
| Ciclista | Ciclista          | Equipo                             | Tiempo          |
| 1.º | Tim Merlier       | Alpecin-Fenix                      | 4 h 16 min 30 s |
| 2.º | Mark Cavendish    | Deceuninck-Quick Step              | + 0 s           |
| 3.º | Sasha Weemaes     | Sport Vlaanderen-Baloise           | + 0 s           |
| 4.º | Pascal Ackermann  | Bora-Hansgrohe                     | + 0 s           |
| 5.º | Michael Mørkøv    | Deceuninck-Quick Step              | + 0 s           |
| 6.º | Danny van Poppel  | Intermarché-Wanty-Gobert Matériaux | + 0 s           |
| 7.º | Daniel McLay      | Arkéa-Samsic                       | + 0 s           |
| 8.º | Luca Mozzato      | B&B Hotels p/b KTM                 | + 0 s           |
| 9.º | Jordi Warlop      | Sport Vlaanderen-Baloise           | + 0 s           |
| 10.º | Dylan Groenewegen | Jumbo-Visma                        | + 0 s           |

## UCI World Ranking
La Elfstedenronde otorgó puntos para el UCI World Ranking para corredores de los equipos en las categorías UCI WorldTeam, UCI ProTeam y Continental. Las siguientes tablas muestran el baremo de puntuación y los 10 corredores que obtuvieron más puntos:
| Posición   | 1.º | 2.º | 3.º | 4.º | 5.º | 6.º | 7.º | 8.º | 9.º | 10.º | 11.º | 12.º | 13.º-15.º | 16.º-25.º |
| Puntuación | 125 | 85  | 70  | 60  | 50  | 40  | 35  | 30  | 25  | 20   | 15   | 10   | 5         | 3         |

| Clasificación |                   |                                    |        |
| Posición      | Ciclista          | Equipo                             | Puntos |
| ------------- | ----------------- | ---------------------------------- | ------ |
| 1.º           | Tim Merlier       | Alpecin-Fenix                      | 125    |
| 2.º           | Mark Cavendish    | Deceuninck-Quick Step              | 85     |
| 3.º           | Sasha Weemaes     | Sport Vlaanderen-Baloise           | 70     |
| 4.º           | Pascal Ackermann  | Bora-Hansgrohe                     | 60     |
| 5.º           | Michael Mørkøv    | Deceuninck-Quick Step              | 50     |
| 6.º           | Danny van Poppel  | Intermarché-Wanty-Gobert Matériaux | 40     |
| 7.º           | Daniel McLay      | Arkéa Samsic                       | 35     |
| 8.º           | Luca Mozzato      | B&B Hotels p/b KTM                 | 30     |
| 9.º           | Jordi Warlop      | Sport Vlaanderen-Baloise           | 25     |
| 10.º          | Dylan Groenewegen | Jumbo-Visma                        | 20     |